# گورنگی برگ (سنتا)
گورنگی برگ (به صربی: Gornji Breg) یک منطقهٔ مسکونی در صربستان است که در ناحیه بانات شمالی واقع شده‌است. گورنگی برگ ۱٬۸۸۹ نفر جمعیت دارد و ۸۷ متر بالاتر از سطح دریا واقع شده‌است.